# デヴィッド・ワトソン
- デーヴィッド・ワトソン
- デビッド・ワトソン

デヴィッド・ワトソン（David Vernon Watson、1946年10月5日 - ）は、イングランド・スティプルフォード・ノッティンガムシャー出身の元サッカー選手。元イングランド代表。現役時代のポジションはDF。

## 経歴
イングランド代表として1980年の欧州選手権に参加するなど、65試合のプレー経験があり、キャプテンを務めていたこともあった。1982年のワールドカップ・スペイン大会では大会直前までプレーしていたが、最終選考で代表から外れた。この65試合出場という数字は、イングランド代表としてワールドカップの出場歴が無い選手としての最多出場記録である。

## タイトル

### クラブ
サンダーランド
- FAカップ : 1972-73

マンチェスター・シティ
- フットボールリーグカップ : 1975-76

個人タイトル
- PFAファーストディヴィジョン年間ベストイレブン : 1978-79, 1979-80
- PFAセカンドディヴィジョン年間ベストイレブン : 1973-74, 1974-75
- サンダーランドの殿堂[3]